# Société des infrastructures routières et de l’aménagement du territoire
La Société des infrastructures routières et de l’aménagement du territoire (Sirat SA) créée par absorption de l'agence du cadre de vie pour le développement du territoire et  anciennement dénommée société des infrastructures routières du Bénin  est une société anonyme béninoise administrée par un conseil d’administration.

## Historique
Créée par décret n° 2018 - 133 du 18 avril 2018, la société des infrastructures routières du Bénin (SIRB SA) devient Société des infrastructures routières et de l’aménagement du territoire par absorption de l'agence du cadre de vie pour le développement du territoire par le décret N° 2021-638 du 24 novembre 2021.

## Missions de la Sirat SA
La société des infrastructures routières et de l’aménagement du territoire est chargée entre autres de la construction des routes nationales et inter-États, ainsi que de leurs dépendances et ouvrages annexes tels que les ouvrages d'assainissement pluvial, les ouvrages de franchissement, les équipements de sécurité, l'aménagement paysager attenant, l'éclairage et les postes de péage.
À sa création, elle est dirigée par Serge Ahouandogbo,,. Il est remplacé par Ranti Akindès qui est également directeur de la Sopie SA.